# Eddie Marsan
Edward Maurice Charles Marsan, detto Eddie (Londra, 9 giugno 1968), è un attore britannico.

## Biografia
Marsan è nato a Stepney, Londra, da una famiglia di operai; il padre lavorava come camionista, la madre in una scuola. È cresciuto a Bethnal Green e inizialmente ha seguito un apprendistato per diventare tipografo, prima di iniziare la carriera teatrale e televisiva. Si è laureato nel 1991 alla Mountview Academy of Theatre Arts.

### Carriera televisiva
La prima apparizione televisiva di Marsan è avvenuta nel 1992, nella serie televisiva The Piglet Files. Ha poi avuto una parte in Game On!, un'altra serie TV britannica, dove interpretava un ladro di banche. Successivamente ha avuto ruoli in Casualty, The Bill, Kavanagh QC, Ray Donovan, Grange Hill, Silent Witness, Ultimate Force e in film per la televisione come L'incantesimo del manoscritto (2001) e La rivincita di una moglie (2004).

### Film
L'attore ha lavorato in diversi film, alcuni statunitensi, tra cui Hancock con Will Smith e Sherlock Holmes. Altri film a cui ha partecipato sono Gangs of New York, 21 grammi, The Illusionist - L'illusionista, V per Vendetta, Gangster nº 1, Miami Vice, Mission: Impossible III, I Want Candy, Il segreto di Vera Drake, La felicità porta fortuna - Happy Go Lucky, Heartless, La fine del mondo, 7 giorni a Entebbe, Deadpool 2, Vice - L'uomo nell'ombra, The Gentlemen, La furia di un uomo - Wrath of Man e Operation Fortune. Recita inoltre come attore protagonista nel film Still Life di Uberto Pasolini, pellicola che gli offre il debutto in un ruolo di primo piano dopo una lunga gavetta in parti minori.

## Filmografia

### Cinema
- L'uomo che sapeva troppo poco (The Man Who Knew Too Little), regia di Jon Amiel (1997)
- B. Monkey - Una donna da salvare (B. Monkey), regia di Michael Radford (1998)
- L'amore dell'anno (This Year's Love), regia di David Kane (1999)
- Janice Beard - Segretaria in carriera (Janice Beard 45 WPM), regia di Clare Kilner (1999)
- Mad Cows, regia di Sara Sugarman (1999)
- Gangster nº 1 (Gangster No. 1), regia di Paul McGuigan (2000)
- Peaches, regia di Nick Grosso (2000)
- I vestiti nuovi dell'imperatore (The Emperor's New Clothes), regia di Alan Taylor (2001)
- The Bunker, regia di Rob Green (2001)
- Gangs of New York, regia di Martin Scorsese (2002)
- Post, regia di Phil Traill – cortometraggio (2002)
- AfterLife, regia di Alison Peebles (2003)
- 21 grammi (21 Grams), regia di Alejandro González Iñárritu (2003)
- The Rocket Post, regia di Stephen Whittaker (2004)
- Il segreto di Vera Drake (Vera Drake), regia di Mike Leigh (2004)
- Shadow of the Sword - La leggenda del carnefice (The Headsman), regia di Simon Aeby (2005)
- La vita segreta delle parole (The Secret Life of Words), regia di Isabel Coixet (2005)
- The Last Hangman, regia di Adrian Shergold (2005)
- Beowulf & Grendel, regia di Sturla Gunnarsson (2005)
- V per Vendetta (V for Vendetta), regia di James McTeigue (2005)
- The New World - Il nuovo mondo (The New World), regia di Terrence Malick (2005)
- Mission: Impossible III, regia di J. J. Abrams (2006)
- The Illusionist - L'illusionista (The Illusionist), regia di Neil Burger (2006)
- Miami Vice, regia di Michael Mann (2006)
- Sixty Six, regia di Paul Weiland (2006)
- I Want Candy, regia di Stephen Surjik (2007)
- Grow Your Own, regia di Richard Laxton (2007)
- La felicità porta fortuna - Happy Go Lucky (Happy-Go-Lucky), regia di Mike Leigh (2008)
- Hancock, regia di Peter Berg (2008)
- Me and Orson Welles, regia di Richard Linklater (2008)
- Faintheart, regia di Vito Rocco (2008)
- Heartless, regia di Philip Ridley (2009)
- La scomparsa di Alice Creed (The Disappearance of Alice Creed), regia di J Blakeson (2009)
- Sherlock Holmes, regia di Guy Ritchie (2009)
- Man and Boy, regia di David Leon e Marcus McSweeney – cortometraggio (2010)
- London Boulevard, regia di William Monahan (2010)
- Tirannosauro (Tyrannosaur), regia di Paddy Considine (2011)
- War Horse, regia di Steven Spielberg (2011)
- Sherlock Holmes - Gioco di ombre (Sherlock Holmes: A Game of Shadows), regia di Guy Ritchie (2011)
- Biancaneve e il cacciatore (Snow White & the Huntsman), regia di Rupert Sanders (2012)
- Il cacciatore di giganti (Jack the Giant Slayer), regia di Bryan Singer (2013)
- La fine del mondo (The World's End), regia di Edgar Wright (2013)
- Still Life, regia di Uberto Pasolini (2013)
- Filth, regia di Jon S. Baird (2013)
- God's Pocket, regia di John Slattery (2014)
- X+Y, regia di Morgan Matthews (2014)
- Zona d'ombra (Concussion), regia di Peter Landesman (2015)
- L'amore oltre la guerra (The Exception), regia di David Leveaux (2016)
- Vicolo cieco (A Kind of Murder), regia di Andy Goddard (2016)
- The Limehouse Golem - Mistero sul Tamigi (The Limehouse Golem), regia di Juan Carlos Medina (2016)
- L'ora più bella (Their Finest), regia di Lone Scherfig (2016)
- Atomica bionda (Atomic Blonde), regia di David Leitch (2017)
- The Silent Man (Mark Felt: The Man Who Brought Down the White House), regia di Peter Landesman (2017)
- 7 giorni a Entebbe (Entebbe), regia di José Padilha (2018)
- Deadpool 2, regia di David Leitch (2018)
- Cocaine - La vera storia di White Boy Rick (White Boy Rick), regia di Yann Demange (2018)
- Vice - L'uomo nell'ombra (Vice), regia di Adam McKay (2018)
- Mowgli - Il figlio della giungla (Mowgli), regia di Andy Serkis (2018) – voce
- Il professore e il pazzo (The Professor and the Madman), regia di Farhad Safinia (2019)
- Fast & Furious - Hobbs & Shaw (Fast & Furious Presents: Hobbs & Shaw), regia di David Leitch (2019)
- Abigail, regia di Aleksandr Boguslavskiy (2019)
- The Gentlemen, regia di Guy Ritchie (2020)
- Sicario - Ultimo incarico (The Virtuoso), regia di Nick Stagliano (2021)
- La furia di un uomo - Wrath of Man (Wrath of Man), regia di Guy Ritchie (2021)
- Una vita in fuga (Flag Day), regia di Sean Penn (2021)
- Vesper, regia di Kristina Buožytė and Bruno Samper (2022)
- Choose or Die, regia di Toby Meakins (2022)
- The Contractor, regia di Tarik Saleh (2022)
- Operation Fortune (Operation Fortune: Ruse de Guerre), regia di Guy Ritchie (2023)
- L'ultima regina - Firebrand (Firebrand), regia di Karim Aïnouz (2023)
- Fair Play, regia di Chloe Domont (2023)
- Back to Black, regia di Sam Taylor-Johnson (2024)

### Televisione
- The Piglet Files – serie TV, 1 episodio (1992)
- Metropolitan Police (The Bill) – serie TV, 4 episodi (1992-1996)
- Casualty – serie TV, 1 episodio (1996)
- Game On! – serie TV, 1 episodio (1996)
- Grange Hill – serie TV, 3 episodi (1996-1998)
- Kavanagh QC – serie TV, 1 episodio (1997)
- Get Well Soon – serie TV, 5 episodi (1997)
- More Is Less, regia di Andy Lambert – cortometraggio TV (1997)
- Delitto e castigo (Crime and Punishment), regia di Joseph Sargent – film TV (1998)
- You Are Here, regia di John Birkin – film TV (1998)
- Plastic Man, regia di Sarah Pia Anderson – film TV (1999)
- Second Sight, regia di Charles Beeson – film TV (1999)
- The Vice – serie TV, 2 episodi (2000)
- The Mrs. Bradley Mysteries – serie TV, 1 episodio (2000)
- L'incantesimo del manoscritto (The Lost Empire), regia di Peter MacDonald – miniserie TV (2001)
- Ultimate Force – serie TV, 1 episodio (2002)
- Celeb – serie TV, 1 episodio (2002)
- Judge John Deed – serie TV, 1 episodio (2002)
- Carlo II - Il potere e la passione (Charles II: The Power & the Passion), regia di Joe Wright – miniserie TV (2003)
- La rivincita di una moglie (Caught in the Act), regia di Jeffrey Reiner – film TV (2004)
- Sogno o son desta? (Quite Ugly One Morning), regia di Sam Miller – film TV (2004)
- Testimoni silenziosi (Silent Witness) – serie TV, 2 episodi (2004)
- Coming Up – serie TV, 1 episodio (2004)
- Friends & Crocodiles, regia di Stephen Poliakoff – film TV (2005)
- Little Dorrit – miniserie TV (2008)
- God on Trial, regia di Andy DeEmmony – film TV (2008)
- The 39 Steps, regia di James Hawes – film TV (2008)
- Red Riding – serie TV, 2 episodi (2009)
- Criminal Justice – serie TV, 5 episodi (2009)
- Law & Order: UK – serie TV, 2 episodi (2009-2010)
- Dive, regia di Dominic Savage – film TV (2010)
- Moby Dick, regia di Mike Barker – miniserie TV (2011)
- Ray Donovan – serie TV, 82 episodi (2013-2020)
- Jonathan Strange & Mr Norrell, regia di Toby Haynes – miniserie TV (2015)
- River– miniserie TV, 6 puntate (2015)
- Ray Donovan: The Movie, regia di David Hollander – film TV (2022)
- Ragazze elettriche (The Power) – serie TV, 7 episodi (2023)
- Il re d'inverno - Artù, dal mito alla leggenda (The Winter King) – serie TV, episodi 1x01-1x02 (2023)
- Supacell – serie TV, episodi 1x01-1x06 (2024)
- Heartstopper – serie TV, 3 episodi (2024)
- The Bombing of Pan Am 103, regia di Michael Keillor – miniserie TV, 5 puntate (2025)
- Il Signore degli Anelli - Gli Anelli del Potere (The Lord of the Rings: The Rings of Power) – serie TV (2026-in corso)
- King and Conqueror - serie TV

## Doppiatori italiani
Nelle versioni in italiano delle opere in cui ha recitato, Eddie Marsan è stato doppiato da:
- Franco Mannella in V per Vendetta, Criminal Justice, Biancaneve e il cacciatore, La fine del mondo, Still Life, Ray Donovan, Zona d'ombra, The Limehouse Golem - Mistero sul Tamigi, L'ora più bella, The Silent Man, Il professore e il pazzo, The Gentlemen, Sicario - Ultimo incarico, La furia di un uomo - Wrath of Man, Una vita in fuga, The Contractor, Ray Donovan: The Movie, Operation Fortune, Fair Play, Ragazze elettriche, Back to Black
- Edoardo Stoppacciaro in Hancock, Sherlock Holmes, Sherlock Holmes - Gioco di ombre, Choose or Die
- Pasquale Anselmo in Carlo II - Il potere e la passione, Miami Vice, L'ultima regina - Firebrand
- Roberto Stocchi in 21 grammi, L'amore oltre la guerra
- Enrico Di Troia in La vita segreta delle parole, Vice - L'uomo nell'ombra
- Angelo Maggi in La felicità porta fortuna - Happy-Go-Lucky, La scomparsa di Alice Creed
- Saverio Garbarino in Janice Beard - Segretaria in carriera
- Sergio Di Giulio in Gangster nº 1
- Massimiliano Manfredi in I vestiti nuovi dell'imperatore
- Mimmo Strati in The Bunker
- Franco Trevisi in Il segreto di Vera Drake
- Oliviero Corbetta in Beowulf & Grendel
- Giorgio Lopez in The Illusionist - L'illusionista
- Vittorio De Angelis in Sixty Six
- Francesco Bulckaen in Heartless
- Gianluca Tusco in London Boulevard
- Francesco De Francesco in War Horse
- Alessandro Quarta in Moby Dick
- Fabrizio Manfredi in Il cacciatore di giganti
- Marco Mete in God's Pocket
- Rolf Platiel in Atomica bionda
- Mino Caprio in 7 giorni a Entebbe
- Toni Garrani in Deadpool 2
- Donato Sbodio in Abigail
- Denis Gusev in Fast & Furious - Hobbs & Shaw
- Stefano Alessandroni ne Il re d'inverno - Artù, dal mito alla leggenda
- Ambrogio Colombo in Supacell
- Fabrizio Odetto in Heartstopper

Da doppiatore è stato sostituito da:
- Massimo Bitossi in Mowgli - Il figlio della giungla